# Hendrik J. Vos
Hendrik J. Vos (Dordrecht, 17 augustus 1946) is een Nederlands striptekenaar en illustrator.

## Leven en werk
Hendrik J. Vos voltooide in 1970 zijn opleiding tot docent tekenen aan de Akademie voor Beeldende Kunsten te Arnhem. Aansluitend was hij, tot 2005, aan datzelfde instituut als docent verbonden, zowel aan de Docentenopleiding als aan de afdeling Vrije Kunst.
Vos debuteerde als stripauteur met enkele strips onder de naam Paul Street Comics in het blad Aloha in 1972. Deze strips, uitgebreid met enkele nog niet gepubliceerde strips, werden in 1973 gebundeld in het boekje Paul Street Comics. In 1976 publiceerde uitgeverij Richard het stripalbum Manuels Medium, een avontuur van Virgan getekend en geschreven door Hendrik J. Vos. Vanaf 1976 publiceerde Vos diverse losse strips in de stripbladen Omelet, De Vrije Balloen, Essef en Onderlangs Comics. In 1981 richtte Vos zijn eigen stripblad op, genaamd Krypton. Dit blad werd voornamelijk gevuld met strips van Hendrik J. Vos zelf, Bert Doesburg en Hans Pieko. Van Krypton zijn slechts vier nummers verschenen. Nu en dan maakte Vos echter nog weleens een strip, zo kon men werk van hem tegenkomen in het Spaanse blad Zona 84 en in de Nederlandse stripbladen Razzafrazz, Titanic en Eppo Wordt Vervolgd. Ook heeft Vos strips in opdracht geproduceerd en heeft hij teksten voor strips van collega-tekenaars geleverd. Eind jaren negentig richt Vos zijn eigen uitgeverij Saturnus op met als voornaamste doel zijn losse strips in boekvorm uit te geven. Inmiddels zijn er drie albums met eigen werk uitgegeven. In 2008 voltooide Vos het SF-epos Jack Slender en de Quark-Generator, een project waaraan hij reeds in 1987 was begonnen.

### Eigen werk
- Paul Street Comics

1. Petronella in het marginale veld (22 pl) 1971
2. The victory of the one that’s left behind (9 pl) 1971
3. De goede herder en de kippekudde (2 pl) 1971, in: Aloha
4. Johannes de Doper (2 pl) 1972, in: Aloha
5. The Bullboy fashion 1972, in: Aloha
6. Prins Eddy (1pl) 1972
7. Gorus en het verlopen der dagen (1 pl) 1973
8. Moeder Mica en het Smash-team (2 pl) 1973
9. Het volgende nummer (1 pl) 1973

- Virgan

1. Manuels medium (42 pl) 1974-1975

- De Kat

1. De Kat in Constantinopel (32 pl) 1980, tekst: Martin Lodewijk
2. De Kat in de Karpaten (12 pl) 1994, tekst: Pieter van Oudheusden

- Castor de ruimtepionier

1. Het rotplaneetje (2 pl) 1981, in: Krypton
2. Het zwarte gat (2 pl) 1981, in: Krypton
3. Arme drommels (2 pl) 1981, in: Krypton
4. De suffe surfer (2 pl) 1981, bedoeld voor het nooit verschenen 5e nummer van Krypton

- Jack Slender

1. De Quark-Generator (44 pl) 2007/2008, in: Myx

- Losse strips

1. Tot de dood ons scheidt. (3 pl) 1976, in: Omelet
2. Rendez-vous (2 pl) 1977, in: De Vrije Balloen
3. De heilige tipi (8 pl) 1979, in: Essef
4. Kapitein Bloedbad (4 pl) 1980, in: Onderlangs Comics
5. De tele-transfer (8 pl) 1981, in: Krypton
6. Bij doctor Change (3 pl) 1981, in: Krypton
7. Gorgonidon de verzengende (8 pl) 1981, in: Krypton
8. Yech & Twanno (4 pl) 1981, in: Krypton
9. De ring van Raklion (7 pl) 1981, in: Krypton
10. Moriaantje (2 pl) 1981, bedoeld voor het nooit verschenen 5e nummer van Krypton
11. L’histoire se répète… (4 pl) 1982, in: Zona 84
12. Escapade (8 pl) 1985, in: Razzafrazz
13. Het (8 pl) 1987, tekst: Hans Pieko, in: Titanic
14. De Labbekakker van Protl (2 pl), 1988, in: Titanic
15. Vreemd spul (3 pl) 1988, in: Wordt Vervolgd
16. De prins van de paardekop (12 pl) 1999
17. Hondenleven (3 pl) 1999
18. Arme astronaut (2 pl) 1999
19. De ware geschiedenis van Oogappeltje (2 pl), gemaakt voor een thematische kunstexpositie van kunstenaarscollectief LaSalle

### Strips in opdracht
- Zartan in de asfaltjungle, 1977, tekst: Theo van den Boogaard en Rudie Kagie
- Vondel en Amsterdam (14 pl) 1979, co-auteur tekeningen: Hans Pieko, tekst:  Theo van den Boogaard
- De Klarendaller kids (tweemaal per jaar een aflevering van 1 plaat voor de brochure van Sportbedrijf Arnhem)

### Scenario’s voor andere tekenaars
- Fietsplezier (5 pl) 1976, tekeningen: Diederick van Kleef, in: Omelet
- De na-aper (4pl) 1981, tekeningen: Hans Pieko, in: Krypton
- De Blog, de Larro, de Moribax, de Kwitter en… de Gna! (3 pl) 1981, tekeningen: Ad Toonen, in: Krypton
- Castor de ruimtepionier: Hor-Heribal (2 pl) 1981, tekeningen: Rinus Smit, in: Krypton

## Boeken

### Stripalbums (eigen werk)
- Paul Street Comics, 1973, uitgever: Sjoer

Opgenomen strips: De goede herder en de kippekudde + Gorus en het verlopen der dagen + Petronella in het marginale veld + Prins Eddy + Moeder Mica en het Smash-team + The victory of the one that’s left behind + Johannes de Doper + Het volgende nummer
- Virgan – Manuels medium, 1976, uitgever: Richard (oplage: 2500 exemplaren)

Het eerste en enige deel van de avonturen van Virgan
- De Kat in Constantinopel, 1980, uitgever: Yendor

Eerste deel van een reeks getekend en geschreven door verschillende auteurs
- De prins van de paardekop, 1999, uitgever: Saturnus

Opgenomen strips: Hondenleven + De prins van de paardekop + Arme astronaut + Het + Vreemd spul
- Edelpulp reeks nummer 1: De Kat in de Karpaten, 2006, uitgever: Saturnus

Opgenomen strips: Escapade + De Kat in de Karpaten + De Labbekakker van Protl + De ring van Raklion
- Edelpulp reeks nummer 2: Gorgon de verzengende, 2007, uitgever: Saturnus

Opgenomen strips: Castor de ruimtepionier: Het rotplaneetje + Bij doctor Change + Gorgon de verzengende + De ware geschiedenis van Oogappeltje + Castor de ruimtepionier: Het zwarte gat + Yech en Twanno + Castor de ruimtepionier: Arme drommels + L’histoire se répète… + Castor de ruimtepionier: De suffe surfer
- Edelpulp reeks nummer 3: De Prins van de Paardekop, 2008, uitgever: Saturnus

Opgenomen strips: De Prins van de Paardekop + Hondenleven + Vreemd spul + Het + Arme astronaut
- Jack Slender - De Quark-Generator, 2008, uitgever: Orgcomicart

Het eerste deel van de avonturen van Jack Slender

### Boeken in opdracht / waaraan bijgedragen
- Zartan in de asfaltjungle, 1977, uitgever: Stichting Burgerschapskunde

Een klein sociaal stripboekje over de huisvestingsproblemen van jongeren
Tekeningen: Hendrik J. Vos, tekst: Theo van den Boogaard en Rudie Kagie
- Vondel en Amsterdam, 1979, uitgever: Espee

Een neerslag van een tentoonstelling over Vondels Inwydinge in het Theatermuseum te Amsterdam van 24 februari tot 6 mei 1979.
Opgenomen strip: Vondel en Amsterdam, tekeningen: Hendrik J. Vos en Hans Pieko, tekst: Theo van den Boogaard
- Bloeddorst, 2007, uitgever: Bee Dee

Opgenomen strip: Kapitein Bloedbad